# La Camera Migliore
(Amo quest'uomo, 2003)
La Camera Migliore è stato un gruppo pop rock italiano, attivo dal 1997 al 2006. Il gruppo era composto da Georgia Costanzo, Matteo Giannetti, Marco Balducci, Francesco Fanciullacci e Davide Miano. I loro testi si concentravano sul lato interiore delle situazioni narrate, le sonorità erano quelle delle ballate rock, elettriche o acustiche, pulite e agrodolci.

## Storia
Il gruppo nasce in ambiente fiorentino, con influenza musicali dei gruppi pop-rock internazionali degli anni novanta. Prima importante manifestazione a cui partecipano è Arezzo Wave nel 1997, poi Fringe Festival nel 2000. Partecipano alla trasmissione televisiva Help di Red Ronnie. Nel 2001 si mettono in luce nel Giffoni Film Festival vincendo la sezione musicale; ottengono così un contratto con l'etichetta Due Parole di Carmen Consoli e Maurizio Nicotra con la produzione artistica di Riccardo Onori.
Nel 2002 esce il primo singolo Amo quest'uomo, per il quale viene anche girato un videoclip; nello stesso anno aprono tre concerti italiani dei Cranberries. Il 20 giugno 2003 esce l'album La Camera Migliore. Continuano i concerti e le partecipazioni ai festival in giro per l'Italia. Alla fine del 2004 il bassista Lorenzo Falteri lascia il gruppo, da questo momento sul palco al suo posto ci sarà Matteo Giannetti. Nel 2005 esce il secondo album Cari Miei e matura il sodalizio artistico con Max Gazzè, con il quale suoneranno in numerosi concerti, incluso il concerto del Primo Maggio a Roma nel 2006. Alla fine dello stesso anno il gruppo si scioglie; Marco Balducci, Francesco Fanciullacci e Davide Miano continuano l'esperienza insieme fondando i Granprogetto.

## Composizione
Il gruppo era composto da:
- Georgia Costanzo - voce
- Francesco Fanciullacci - chitarra
- Marco Balducci - chitarra
- Matteo Giannetti - basso
- Davide Miano - batteria
- Lorenzo Falteri - basso fino al 2004

## Discografia

### Album
- 2003 - La Camera Migliore
- 2005 - Cari Miei

### Singoli
- 2002 - Amo quest'uomo
- 2004 - L'arrivo su Marte
- 2004 - Aspetta, Aspetta
- 2005 - Il fannullone
- 2006 - Oggi è domenica